# Simulium wygoi
Simulium wygoi är en tvåvingeart som beskrevs av Coscaron, Ibanez-bernal och Coscaron-arias 1999. Simulium wygoi ingår i släktet Simulium och familjen knott. Inga underarter finns listade i Catalogue of Life.